# Crithagra capistrata
Crithagra capistrata е вид птица от семейство Чинкови (Fringillidae).

## Разпространение
Видът е разпространен в Ангола, Бурунди, Габон, Замбия, Демократична република Конго и Република Конго.